# Mostkowo (Varmie-Mazurie)
Pour les articles homonymes, voir Mostkowo.
Mostkowo est un village polonais de la voïvodie de Varmie-Mazurie, dans le powiat d'Ostróda.